# Пиргудийска кула
Пиргудийската кула (на гръцки: Πύργος στα Πυργούδια) е византийска кула в бившия метох на Иверския манастир Пиргудия, днес на територията на дем Аристотел, Егейска Македония, Гърция. 

## История
Кулата е построена в XII век. За пръв път се споменава в 1259 година. Отлично запазена е до 1839 година. Днес от кулата има само оскъдни останки вляво по пътя от Неа Рода към Кумица.